# Kablovi
Kablovi (cyr. Каблови) – wieś w Bośni i Hercegowinie, w Republice Serbskiej, w gminie Čelinac. W 2013 roku liczyła 118 mieszkańców.